# Malandros do Samba
Grêmio Recreativo Escola de Samba Malandros do Samba é uma escola de samba de Natal, Rio Grande do Norte.

## História
Uma das agremiações mais tradicionais do Estado, 33 vezes campeã. Eram dela os dirigentes que estavam no ônibus que ocasionou a Tragédia do Baldo, nos anos 80.

## Carnavais
| Ano                          | Colocação   | Grupo    | Enredo                                                                                   | Carnavalesco     | Ref.                 |
| ---------------------------- | ----------- | -------- | ---------------------------------------------------------------------------------------- | ---------------- | -------------------- |
| 1999                         | Campeã      | Especial | Parabéns, Natal, a cidade que me viu crescer                                             |                  | [ 1 ]                |
| 2000                         | Campeã      | Especial | É touros na esquina do Brasil                                                            |                  | [ 1 ]                |
| 2001                         | 3º lugar    | Especial | Abre alas para a mulheres que se destacaram na política é poder do RN.                   |                  | [ 1 ]                |
| 2002                         | Vice-campeã | Especial | Dos Caicós ao baile dos coroas. Assim é Caicó.                                           |                  | [ 1 ]                |
| 2003                         | Campeã      | Especial | No jogo do bicho a sorte é para todos                                                    |                  | [ 1 ]                |
| 2004                         | Vice-campeã | Especial | Dos mártires, das belezas e bonanças de Cunhau, aqui é Canguaretama                      |                  | [ 1 ]                |
| 2005                         | Campeã      | Especial | Uma delícia milenar: a vossa majestade, a cerveja                                        |                  | [ 1 ]                |
| 2006                         | Campeã      | Especial | Malandros do Samba e você, os 65 anos do Rei Roberto Carlos.                             |                  | [ 1 ]                |
| 2007                         | Vice-campeã | Especial | Cristandade                                                                              |                  | [ 1 ] [ 6 ] [ 7 ]    |
| 2008                         | Campeã      | Especial | Malandros do Samba: 50 anos de História e Samba                                          |                  | [ 1 ] [ 8 ]          |
| 2009                         | Campeã      | Especial | Brincantes e baluartes do folclore potiguar, no reino do Bambuluá                        | Kerginaldo Alves | [ 4 ]                |
| 2010                         | Campeã      | Especial | O centenário da Estrada de Ferro do RN                                                   | Kerginaldo Alves | [ 2 ] [ 9 ]          |
| 2011                         | Vice-campeã | Especial | "Primazia Brasileira, Sua Majestade a Cachaça (Autores: Aluízio Pereira e Hélio Carioca) |                  | [ 10 ]               |
| 2012                         | 4º lugar    | Especial | De Papary (Nísia Floresta) para o carnaval de Natal – Evaldo da Silva                    |                  | [ 11 ] [ 12 ] [ 13 ] |
| Em 2013 não ocorreu desfile. |             |          |                                                                                          |                  |                      |